# Grachtengordel

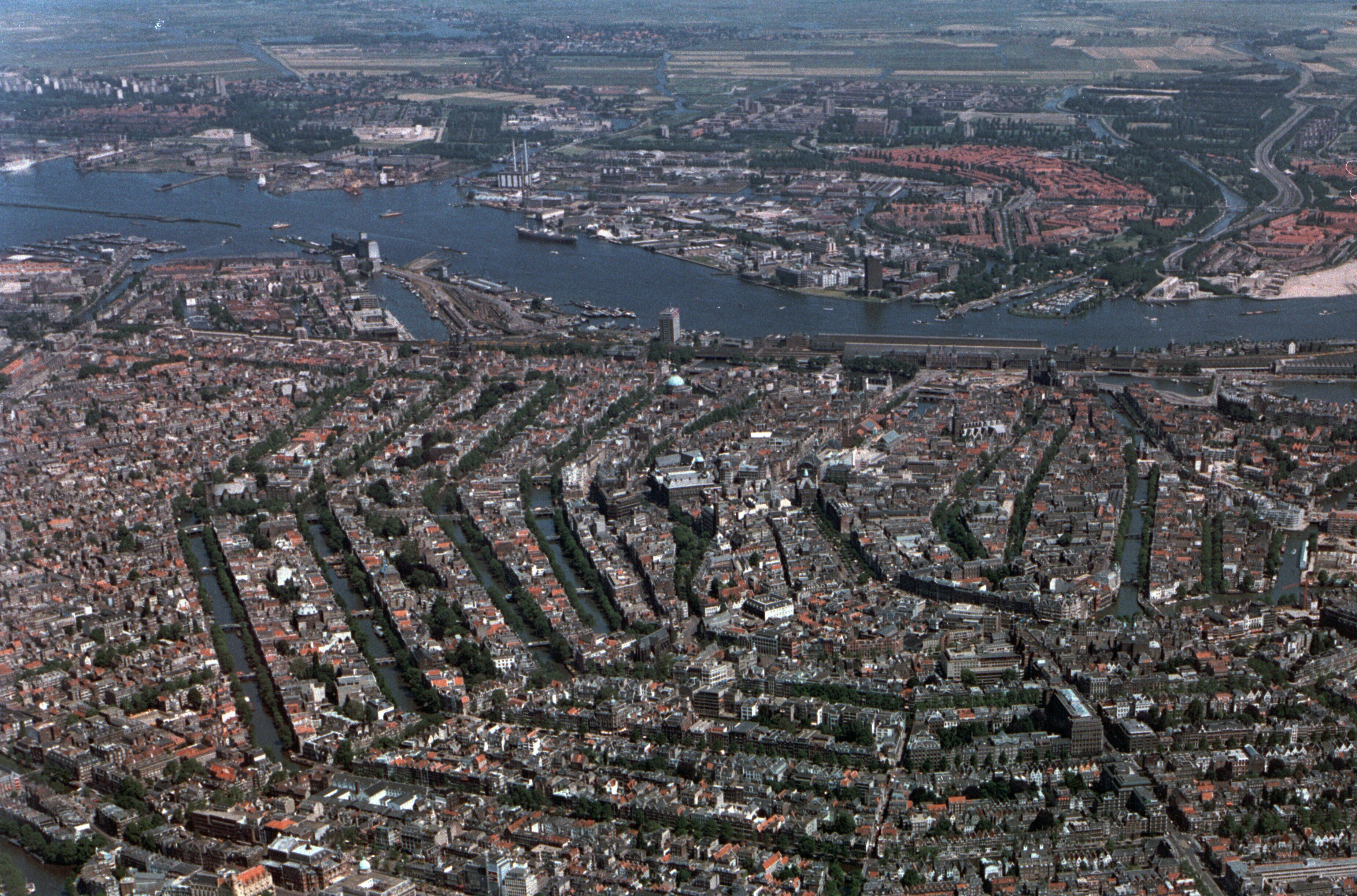
Grachtengordel van Amsterdam

Een grachtengordel is een systeem van grachten, meestal parallel naast elkaar aangelegd. Door stadsuitbreidingen worden de grachten steeds verder buiten het stadscentrum aangelegd. De hierdoor ontstane cirkelvormige structuur kan als een soort gordel rond het centrum worden opgevat.
De grachtengordel van Amsterdam is de bekendste, aangelegd tussen 1612 en 1682. Deze wordt als voorbeeld gezien van stadsuitbreidingen in de 17e eeuw in de Lage Landen. Andere steden in Nederland met een grachtengordel zijn Groningen, Den Haag en Leiden.